# Ultima Cena (Rosselli)
L'Ultima Cena è un affresco (349 × 570 cm) di Cosimo Rosselli e aiuti, tra cui Biagio d'Antonio, realizzato tra il 1481 e il 1482 e facente parte della decorazione del registro mediano della Cappella Sistina in Vaticano.

## Storia
Per sanare definitivamente il contrasto con papa Sisto IV, Lorenzo de' Medici arrivò a proporre alcuni dei più valenti pittori fiorentini come ambasciatori del primato culturale della sua città affinché si impegnassero nell'ambizioso progetto di decorare la nuova cappella palatina del palazzo Apostolico, avviata nei lavori architettonici nel 1477. Tra gli artisti partiti da Firenze, nell'ottobre del 1480, c'erano Sandro Botticelli, Domenico Ghirlandaio e Cosimo Rosselli, che si unirono al fiorentino "d'adozione" Perugino, probabilmente già a Roma. Ciascuno aveva al seguito numerosi assistenti, tra i quali si sarebbero poi distinti alcuni maestri di prim'ordine. Rosselli aveva ad esempio con sé Piero di Cosimo, legato a lui quanto un figlio adottivo.

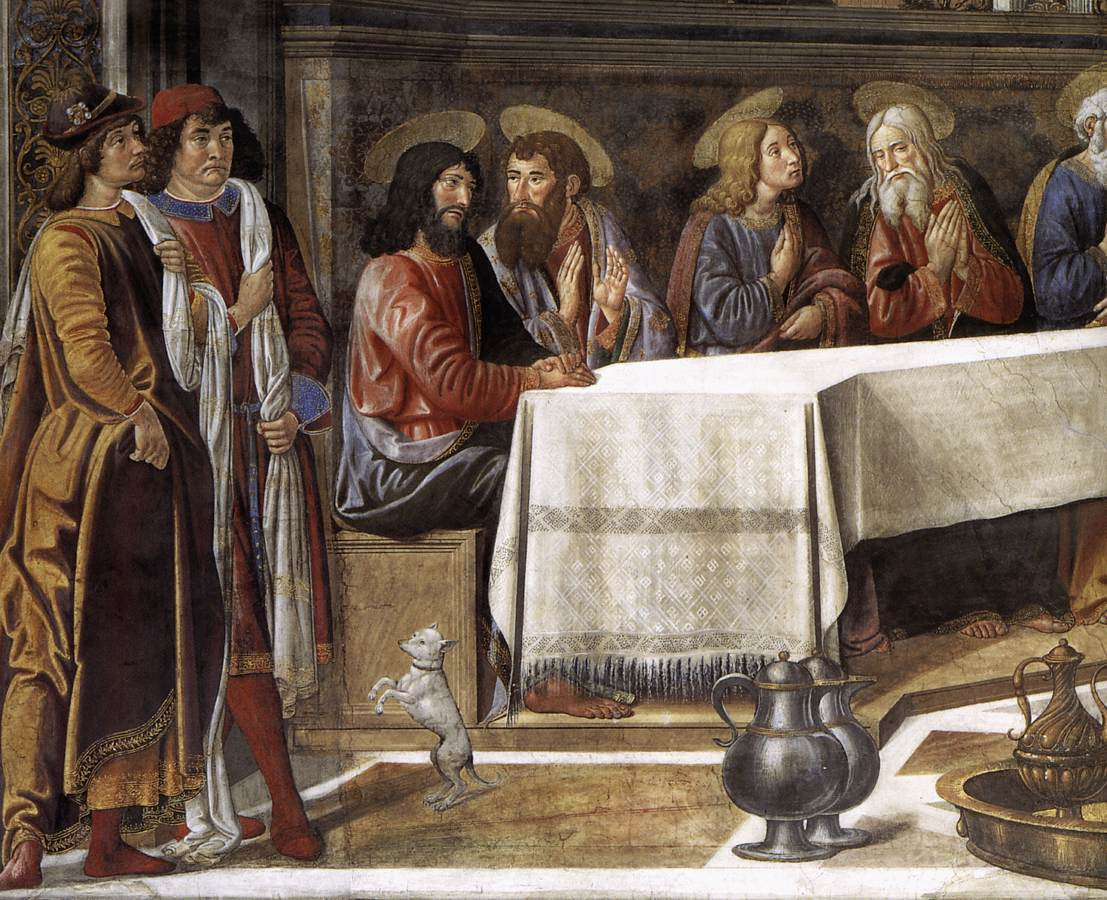
Dettaglio

I lavori procedettero speditamente e il gruppo dei primi fiorentini, a cui si unì poco dopo anche Luca Signorelli, doveva aver finito la decorazione del registro mediano e superiore della cappella nel 1482. Il progetto iconografico prevedeva una serie di ritratti dei primi trenta pontefici entro nicchie tra le finestre (oggi in larga parte ridipinti e di difficile attribuzione) e sedici grandi riquadri con Storie di Mosè (parete destra) e Storie di Cristo (parete sinistra), messi in parallelo in modo da rappresentare, nel complesso, la trasposizione della legge divina dalle Tavole della Legge alla figura di Cristo e da questi, tramite l'episodio chiave della Consegna delle chiavi a san Pietro e i suoi discendenti, cioè il pontefice stesso. Si trattava quindi di una riaffermazione del fondamento e della sacralità del potere papale, con espliciti richiami anche a chi osava contraddirlo (evidenti nella scena della Punizione dei ribelli). Di queste sedici scene, che rappresentarono il trionfo dell'arte fiorentina del Quattrocento, ne restano oggi quattordici: due, con la pala dell'Assunta, di Perugino vennero distrutte per far spazio al Giudizio Universale di Michelangelo e due (di Ghirlandaio e Signorelli), sul lato opposto, versavano già un secolo dopo in pessime condizioni e vennero ridipinte nella seconda metà del Cinquecento.
Per quanto riguarda le opere di Cosimo Rosselli, Vasari riporta come esse subirono l'ironia degli altri maestri per la loro debolezza nel disegno: egli era infatti il meno dotato tra quelle robuste personalità artistiche e ciò non mancò di essere rimarcato alla scopritura degli affreschi. Rosselli però, che era consapevole dei suoi limiti ma anche scaltro, aveva accentuato l'uso dei colori forti e brillanti e delle lumeggiature dorate che riverberavano soprattutto alla luce delle candele. Ciò piacque particolarmente al papa, che intendendosi poco d'arte preferiva, evidentemente, l'appariscente al bello, decretando la sua preferenza proprio per il Rosselli, che risultò quindi il vincitore nell'impresa.

## Descrizione e stile

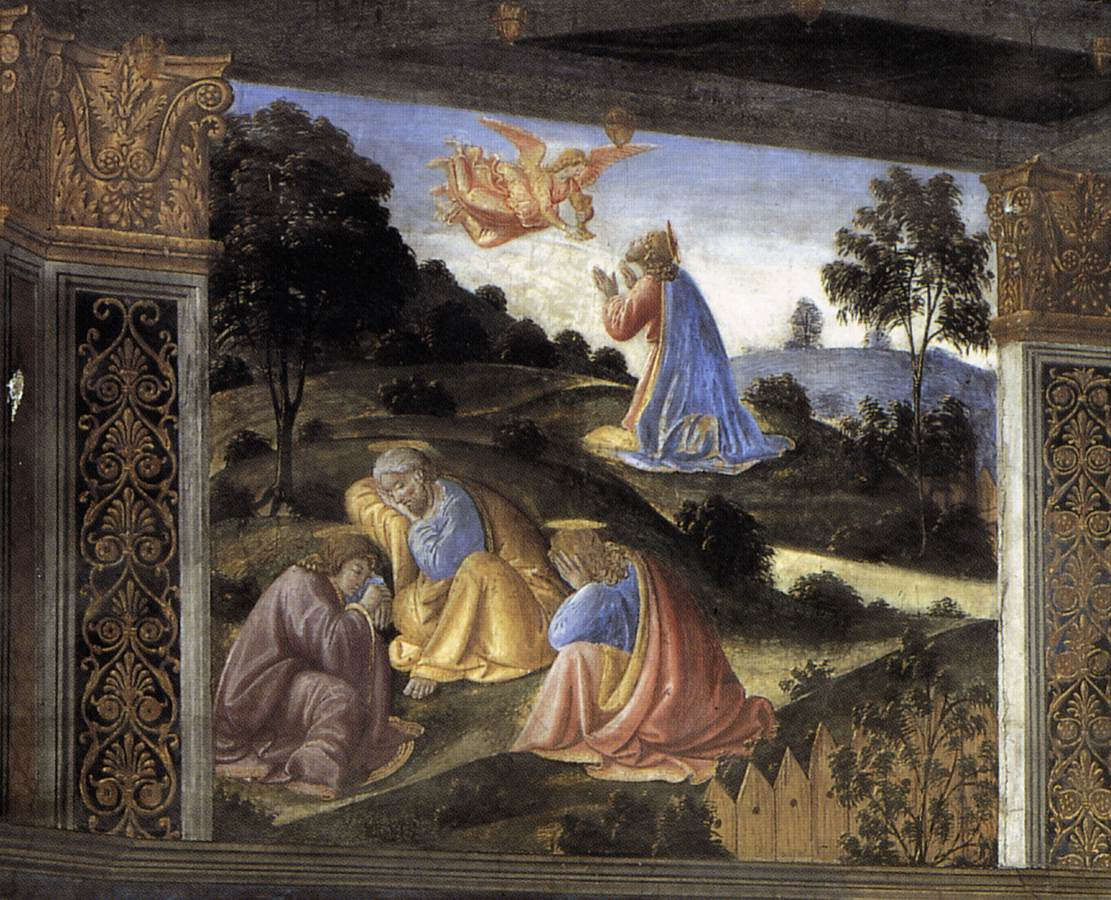
Orazione nell'Orto

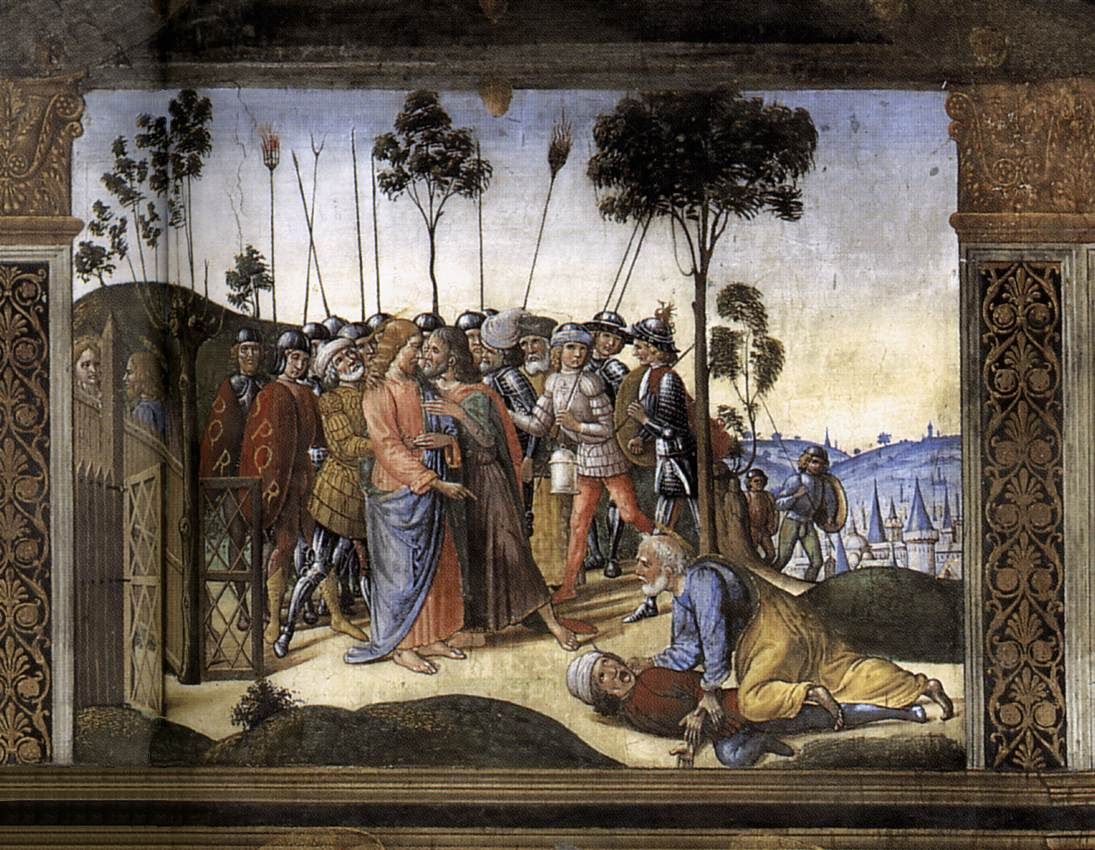
Cattura di Cristo

La scena fa parte delle Storie di Gesù e, come altre del ciclo, mostra più episodi contemporaneamente. L'iscrizione sul fregio riporta: REPLICATIO LEGIS EVANGELICAE A CHRISTO. Il cenacolo è ambientato in un'esedra semicircolare, dove si vede il tavolo a ferro di cavallo con Gesù al centro e gli apostoli ai lati. Giuda, come di consueto, è rappresentato dall'altro lato della tavola di spalle, una posizione riservata solitamente alle figure negative, come suggeriscono anche i vicini cane e gatto in lotta, che non sono solamente una vivace notazione domestica. La scena mostra il momento immediatamente successivo all'annuncio da parte di Gesù del tradimento di uno degli apostoli, che genera alcune reazioni, in realtà molto composte e appena espressive quanto basta, tra gli astanti, come il toccarsi il petto per chiedersi se il tradimento sia causato da essi stessi o il parlottare dubbioso a coppie.
Sulla tavola non sono presenti vivande, ma un solo calice davanti a Cristo, mentre in primo piano si trovano in bella mostra stoviglie dorate e argentate, una piccola natura morta derivata dall'esempio dell'arte fiamminga, a quei tempi molto viva a Firenze. Ai lati della scena si trovano due coppie di astanti contemporanei, riccamente abbigliati nelle loro vesti moderne. Davanti a uno di loro, a sinistra, si trova anche un cagnolino che si leva sulle zampette come per chiedere da mangiare.
Nelle finestre dietro la spalliera sono raffigurati tre episodi della Passione: l'Orazione nell'orto, la Cattura di Cristo e la Crocifissione. Si tratta di scene da alcuni attribuite a Biagio d'Antonio, e che più che avvenire nel paesaggio, che comunque è integrato tra scena e scena, appaiono come dipinti nel dipinto. Qualche anno dopo Perugino riprese l'idea nel Cenacolo di Fuligno, scegliendo però una sola scena che avviene lontana, nel paesaggio.

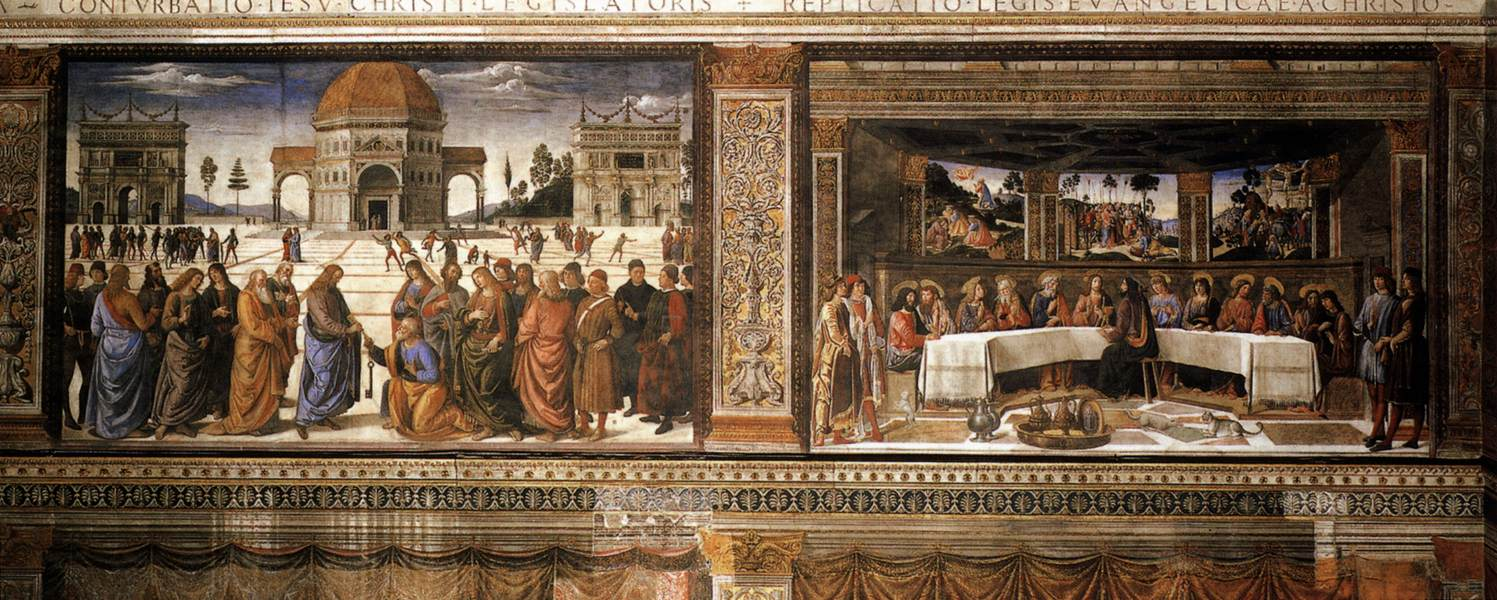
La parete con anche la Consegna delle chiavi
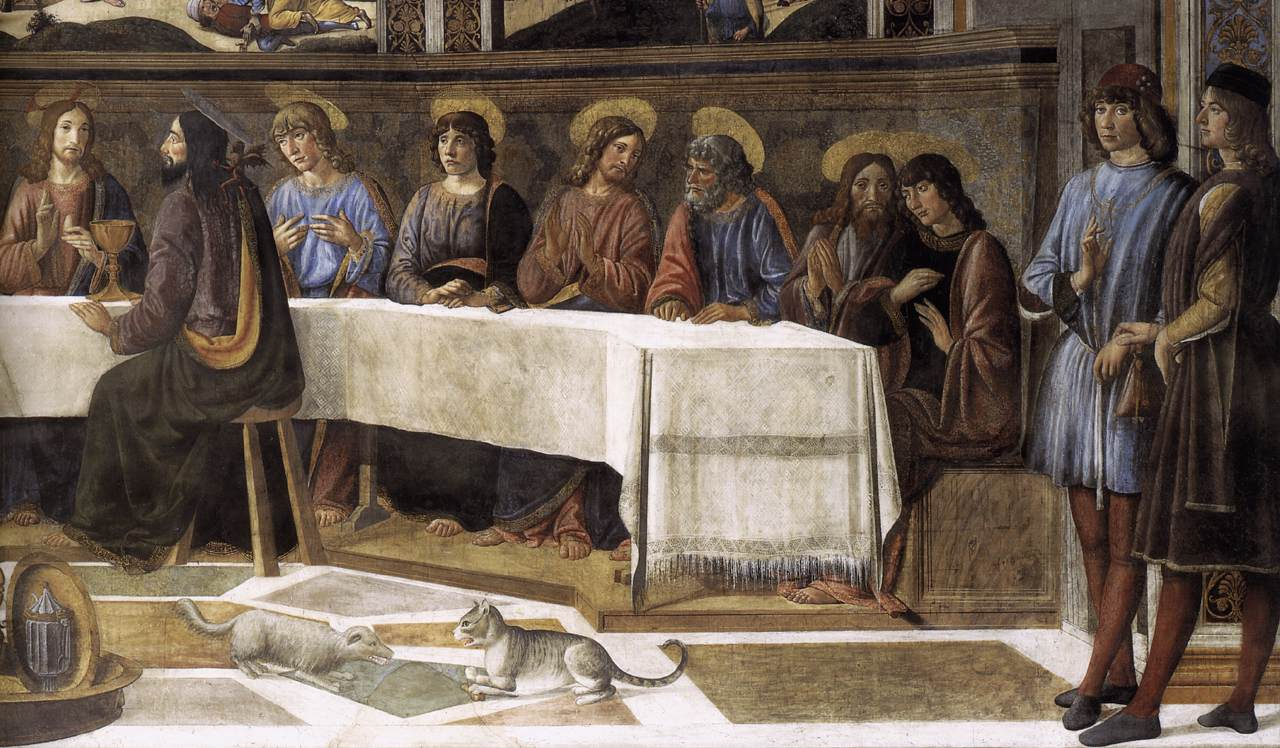
Dettaglio
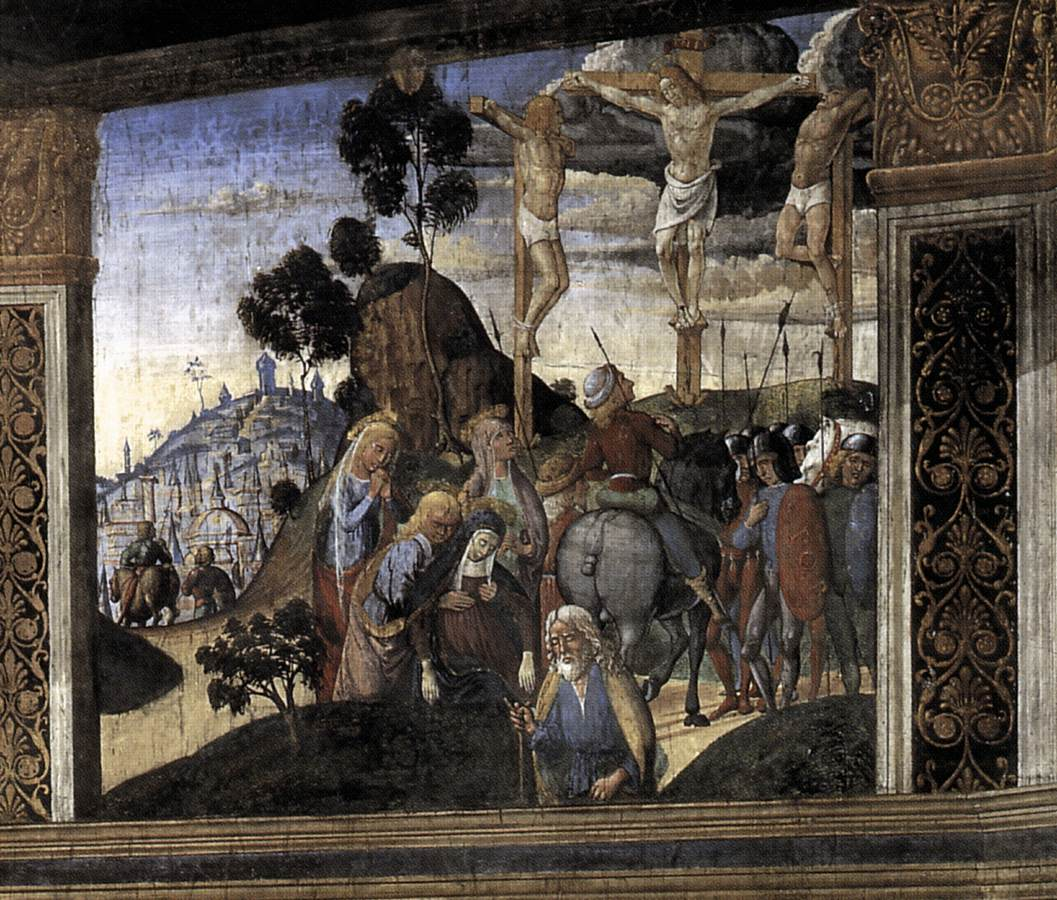
Crocifissione